# Jesús Perera
José Jesús Perera López (Olivenza, 12 aprile 1980) è un ex calciatore spagnolo, di ruolo attaccante.

## Palmarès

### Individuale
- Trofeo Pichichi (Segunda División): 1

2002-2003 (22 gol)